# 日本ナザレン教団
日本ナザレン教団（にほんナザレンきょうだん）は、土肥努が代表を務める日本の宗教法人である。

## 特色
- ジョン・ウェスレーが提唱した聖化を強調するという。

## 沿革
- 1895年 ナザレン教会、19世紀初頭のアメリカの信仰復興運動の中で創立。同国カリフォルニア州ロサンゼルスで米国メソジスト監督教会より分離したB.F.ブリージ及びJ.B.ウッドニーによって組織
- 1905年 L.ウィリアムズとL.プールがアメリカのホーリネスキリストの教会から支援されて来日した。最初は中田重治、チャールズ・E・カウマンらの東洋宣教会に所属して、東京で2年間奉仕した。
- 1908年 アメリカでホーリネスキリストの教会がナザレン教会と合同したことにより、ナザレン教会最初の日本派遣宣教師になった。
- 1910年 ジュノルド宣教師が京都で伝道を開始
- 1914年 永松幾五郎、帰国。松永はアメリカで留学中に入信した。ナザレン教会が創設したパサデナ大学に日本人最初の留学生になった。在学中に喜田川広に出会う。松永は京都、福知山で伝道した。後に、ナザレン日本部会の最初の部会長に就任する。
- 1915年 喜田川広がパサデナ大学神学部を卒業して、ステープルス夫妻と共に日本宣教のために帰国。喜田川はカリフォルニアの農園労働者のキャンプで働いていた時に、ナザレン教会の宣教師に出会い、信仰に入り、パサデナに入学した。同じ時期に渡辺善太、土山鉄次が学んでいた。喜田川は郷里の熊本で伝道して、日本最初のナザレン教会を組織する。熊本に聖書学校を作る。喜田川の弟喜田川四郎や加来国生らが学ぶ。ナザレン教会の機関誌の「生命の路」が創刊された。
- 1916年 諫山修身、帰国。諌山はロサンゼルスで庭師として働きながらナザレン教会が開設した夜間の英語学校で学んだ。そこで、キリスト教に触れて回心した。エコールに出会い、日本に帰国することを決意した。
- 1917年 エコール夫妻と共に、京都の新京極で伝道を開始する。
- 1918年 アメリカナザレン教会のレイノルド監督が来日して、宣教師の年会が行われた。この時、諌山が按手礼を受けた。ナザレン教会は京都、熊本、福知山、岡山、呉、大牟田、久留米で伝道をしていた。
- 1922年 レイノルド監督が再来日して、日本伝道は日本人の手で行うべきことを強調した。第一回日本部会が行われ、松永幾五郎が日本人として最初の部長に、喜田川広が聖書学校長に選任された。この年、経費削減のためにほとんどの宣教師が帰国する。
- 1924年 ベーツ監督を迎えて、京都で第二回日本部会が行われた。
- 1930年 ホーリネス教会の東京聖書学院でリバイバルが始まり、「全国リバイバル大会」が東京柏木の東京聖書学校で行われて、ナザレン教会から、33名が参加した。京都の本町で、聖書学校を再開する。
- 1935年 正規部会を設立することを年会で決議した。
- 1936年 自給自治に踏み切った。アメリカのナザレン教会本部において日本部会を西部と東部の二部会に分けることが決定される。西部部会長は喜田川広が、東部部会長にはエコールが就任した。
- 1940年 ナザレン教会の世界総会において、日本のナザレン教会が二つの部会を一つにするように勧告を受けて、実行した。11月に日本ナザレン教会、日本自由メソヂスト教団、日本同盟基督協会、世界宣教団によって、日本聖化基督教団が結成された。
- 1941年日本基督教団に加入。日本聖化基督教団は第八部になる。第八部の代表は土山鉄次で、常議員として諌山修身が選ばれた。
- 1947年11月 日本基督教団を離脱して、日本ナザレン教団が再建される。戦後再来日したエコール宣教師を総理として、戦前からの指導者であった喜田川広・諫山修身・木田愛信らが中心となった。
- 1951年 千葉県に聖書学園短期大学を設立（その後、日本ナザレンカレッジが運営する日本基督教短期大学となったが、現在は閉校されている）
- 1952年 日本ナザレン神学校が再建される。
- 2015年5月30日、日本ナザレン教団発祥の地の記念碑が、熊本市中央区黒髪2-27-21のYMCA花陵会敷地内に建立された。[3]